# Cloruro de mercurio(I)

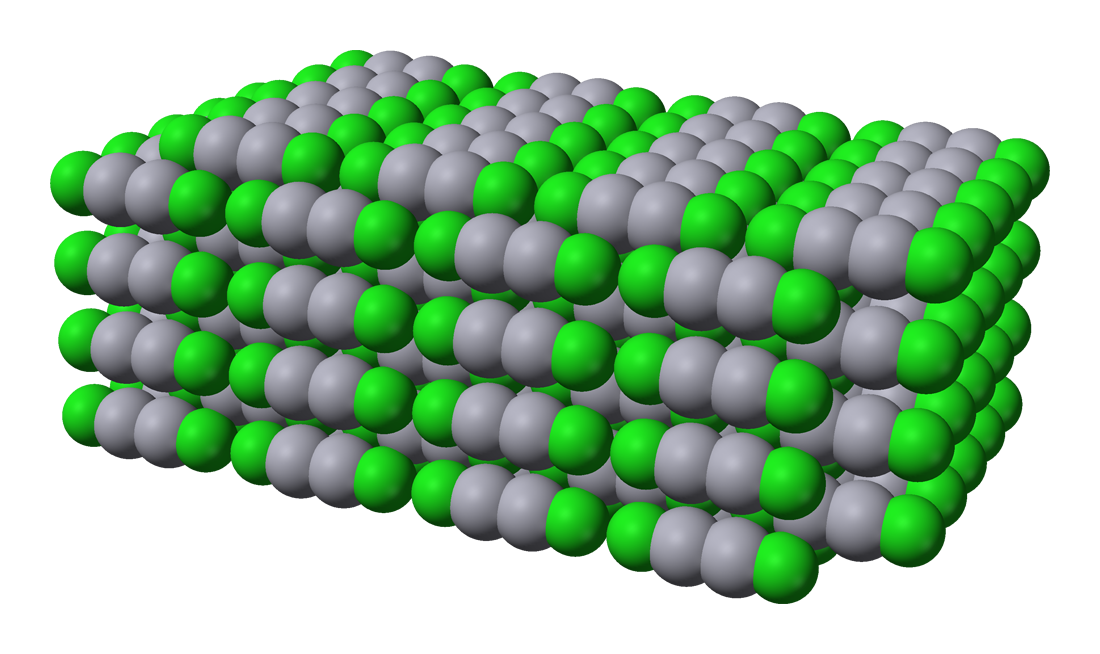
Disposición espacial de los átomos en la estructura cristalina del cloruro de mercurio(I).

El cloruro de mercurio(I), cloruro de mercurio (1+) o dicloruro de dimercurio, también llamado impropiamente calomelanos o calomelano, nombre del mineral natural, es un compuesto inorgánico de fórmula Hg2Cl2. En la actualidad, la IUPAC ha descartado la denominación "cloruro mercurioso" como válida.

## Historia
El nombre calomelanos parece provenir del griego καλος (bello) y μέλας, -ανος, (negro). Este nombre (algo sorprendente para un compuesto blanco) probablemente se deba a la reacción de dismutación con el amoníaco, en la que se forma una coloración negra (a causa de un polímero nitrogenado de mercurio(II) y mercurio elemental).
Fue utilizado en medicina como diurético y purgante (laxante) en los Estados Unidos desde finales de 1700 (se utilizaba por el médico de la guerra de revolución, Benjamin Rush) en la década de 1860. Fue usado como cura para la sífilis mediante un ungüento desarrollado por Iliá Méchnikov y Émile Roux. Fue usado como uno de los tres ingredientes de la pastilla número 9 del botiquín militar inglés en la Primera Guerra Mundial (junto al ruibarbo, y la coloquíntida). El calomelano era también un ingrediente común en los polvos de dentición en Gran Bretaña hasta 1954, causando el envenenamiento por mercurio generalizado en la forma de la enfermedad rosa, que en ese momento tenía una tasa de mortalidad de 1 en 10. Estos usos medicinales fueron más tarde interrumpidos cuando la toxicidad del compuesto fue descubierta.
También ha tenido uso en cosméticos como jabones y cremas para aclarar la piel, pero estas preparaciones son ahora ilegales en muchos países incluyendo los EE. UU., Canadá, Japón y la Unión Europea. Un estudio de los trabajadores involucrados en la producción de estas preparaciones demostró que la sal sódica del ácido 2,3-dimercapto-1-propanosulfónico (DMPS) fue eficaz para tratar el envenenamiento por mercurio, reduciendo la carga corporal de mercurio y disminuyendo la concentración de mercurio en la orina hasta niveles normales. Tanto el DMPS como el DMSA (Ácido dimercapto-succínico DMSA) son utilizados en el protocolo de Cutler para la desintoxicación por mercurio.

## Peligros
- Ingerido produce gastroenteritis hemorrágica por toxicidad directa. En exposición crónica causa infecciones bucales, con pérdida de piezas dentales y velo mercúrico, afecciones de sensibilización en el habla, oído y la vista, pérdida de memoria, irritación, alucinaciones y delirio.[2] Son síntomas típicos producidos por un envenenamiento por mercurio.
- Inhalado provoca neumonitis y lesiones graves en el tracto respiratorio. En exposición crónica provoca los mismos síntomas que los descritos en la ingestión.[2]
- En contacto por vía subcutánea estomatitis en boca.

## Síntomas
- Por ingestión: Sabor metálico, vómito, náuseas, dolor de estómago, diarreas sangrientas, quemaduras intestinales y edema de la glotis.[2]
- Por inhalación: Vómito, náuseas, neumonía, baja de tensión sanguínea, arritmias y colapso circulatorio.[2]